# 威悉河畔哈瑟尔
威悉河畔哈瑟尔是德国下萨克森州的一个市镇。总面积17.60平方公里，总人口1855人，其中男性906人，女性949人（2011年12月31日），人口密度105人/平方公里。